# Diocèse d'Aire et Dax
Le diocèse d'Aire, puis diocèse d’Aire et Dax (en latin : Dioecesis Aturensis et Acquensis), recouvre presque la totalité du département des Landes, dans le sud-ouest de la France.

## Historique
Les origines chrétiennes de ce diocèse sont inconnues. Les évêques portèrent le titre d’episcopi Vicojulienses jusqu’aux invasions normandes. C’est au concile d'Agde, en 506, qu’apparaît pour la première fois le siège d’Aire avec le nom du plus ancien évêque connu : Marcellus. Ce diocèse se confondait avec la civitas Aturensium des Romains.
Jusqu’au Concordat de 1801, le diocèse d’Aire conserva approximativement les mêmes limites territoriales, que traversait l’Adour. ll était bordé au nord par le diocèse de Bazas, à l’est par le diocèse d’Auch, au sud par le diocèse de Lescar et à l’ouest par le diocèse de Dax.
Deux abbayes importantes s’étaient établies dans ce diocèse, celle des bénédictins de Saint-Sever et celle des prémontrés de l'abbaye Saint-Jean de la Castelle.
Le diocèse de Dax (autrefois Acqs) existe depuis l'an 506 au moins (l'évêque Gratien présent au concile d'Agde) bien que l'évêque saint Vincent de Xaintes (autrefois "de Sentes") soit attesté vers 350.
Au nord, le diocèse de Bordeaux venait jusqu'au courant de Contis, le diocèse de Bazas avait une enclave dans la région de Pissos et Sore, au sud, l'Adour formait limite avec le diocèse de Bayonne.

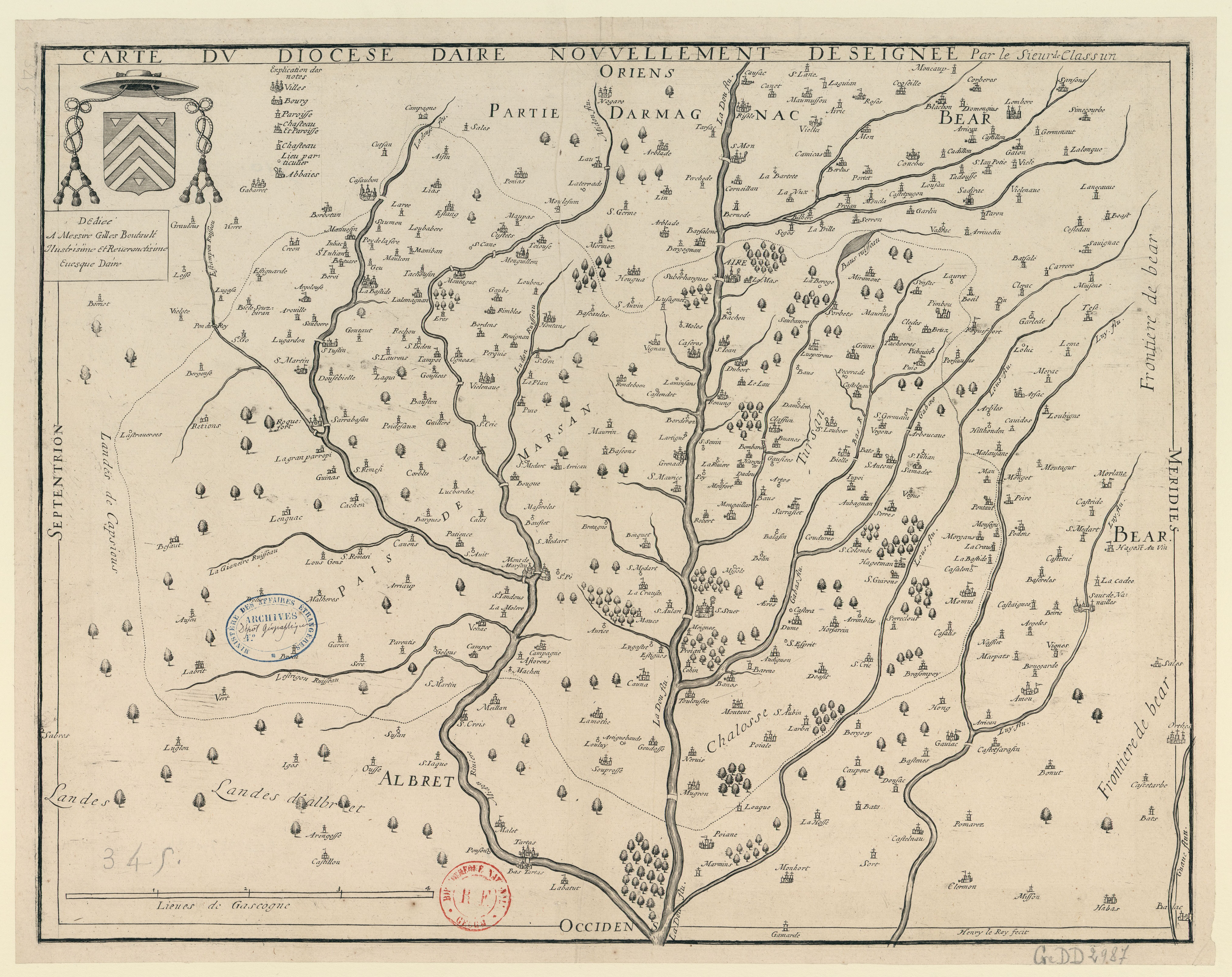
Carte du diocèse d'Aire par Jean de Lucmau de Classun (1635).

À la suite du Concordat de 1801, par la bulle Qui Christi Domini du 29 novembre 1801, les diocèses d'Aire et de Dax sont supprimés et leur territoire est incorporé à un nouveau diocèse géant comprenant six anciens diocèses (Aire, Dax, Bayonne, Lescar, Oloron et Tarbes) et des parties de quatre anciens diocèses (Bordeaux, Bazas, Comminges et Couserans), le diocèse de Bayonne, Lescar et Oloron.
Le diocèse d’Aire fut rétabli par le concordat du 11 juin 1817, appliqué en 1823 et placé dans la province ecclésiastique d’Auch avec le département des Landes pour circonscription. Il fut pourvu d’un évêque en 1823.
Le 9 décembre 1856, un décret du Saint-Siège autorise l'évêque d'Aire à adjoindre à son titre celui de l'évêché supprimé de Dax. Ce décret sera reçu en France par décret impérial du 3 juin 1857.
Le 31 mars 1933, le pape Pie XI transféra le siège épiscopal d’Aire à Dax sous le nom de "diocèse d’Aire et Dax". L'église Sainte-Marie de Dax devint cathédrale et la cathédrale Saint-Jean-Baptiste d'Aire devient cocathédrale. Le diocèse est mis sous la protection de la Vierge Marie qui en est la sainte patronne, célébrant plus exactement sa nativité.
En 2017, l'évêque du diocèse d'Aire et Dax, Hervé Gaschignard, démissionne à la suite de « comportements inappropriés », en 2011 et 2017, envers des adolescents. Dans son enquête préliminaire ordonnée par le Procureur de la République de Dax, ce dernier indique « des attitudes et des paroles totalement inappropriées » auprès d'adolescents du diocèse « mais qui ne revêtent pas de qualification pénale ». L'affaire est classée sans suite en juin 2017,.

## Évêques vivants originaires du diocèse d'Aire et Dax
- André Dupuy, nonce apostolique au Bénin, Ghana (en) et Togo, puis au Venezuela (en), à Monaco (en) et enfin aux Pays-Bas (en)
- Philippe Jourdan, administrateur apostolique de l’Estonie
- Pierre Molères, évêque émérite de Bayonne.